# ديريك هنري ليهمر
ديريك هنري ليهمر (بالإنجليزية: Derrick Henry Lehmer)‏ هو عالم رياضيات أمريكي.